# Zack MacEwen
Zack MacEwen, född 8 juli 1996, är en kanadensisk professionell ishockeyforward som är kontrakterad till Ottawa Senators i National Hockey League (NHL). Han har tidigare spelat för Vancouver Canucks, Philadelphia Flyers och Los Angeles Kings i NHL, Utica Comets och Lehigh Valley Phantoms i AHL samt Moncton Wildcats och Olympiques de Gatineau i Ligue de hockey junior majeur du Québec (LHJMQ).
MacEwen blev aldrig NHL-draftad

## Statistik
| Källa: Uppdaterad: 2019-02-12 | Källa: Uppdaterad: 2019-02-12                                           | Källa: Uppdaterad: 2019-02-12                                           |                                                                         | Grundserie                                                              | Grundserie                                                              | Grundserie                                                              | Grundserie                                                              | Grundserie                                                              |                                                                         | Slutspel                                                                | Slutspel                                                                | Slutspel                                                                | Slutspel                                                                | Slutspel                                                                |
| Säsong                        | Lag                                                                     | Liga                                                                    | Matcher                                                                 | Mål                                                                     | Assists                                                                 | Poäng                                                                   | Utv                                                                     | Matcher                                                                 | Mål                                                                     | Assists                                                                 | Poäng                                                                   | Utv                                                                     |                                                                         |                                                                         |
| ----------------------------- | ----------------------------------------------------------------------- | ----------------------------------------------------------------------- | ----------------------------------------------------------------------- | ----------------------------------------------------------------------- | ----------------------------------------------------------------------- | ----------------------------------------------------------------------- | ----------------------------------------------------------------------- | ----------------------------------------------------------------------- | ----------------------------------------------------------------------- | ----------------------------------------------------------------------- | ----------------------------------------------------------------------- | ----------------------------------------------------------------------- | ----------------------------------------------------------------------- | ----------------------------------------------------------------------- |
| 2008–2009                     | Pownal Red Devils                                                       |                                                                         | 1                                                                       | 0                                                                       | 0                                                                       | 0                                                                       | 0                                                                       | —                                                                       | —                                                                       | —                                                                       | —                                                                       | —                                                                       |                                                                         |                                                                         |
| 2009–2010                     | Pownal Red Devils                                                       |                                                                         | 27                                                                      | 17                                                                      | 24                                                                      | 41                                                                      | 20                                                                      | 11                                                                      | 6                                                                       | 12                                                                      | 18                                                                      | 2                                                                       |                                                                         |                                                                         |
| 2010–2011                     | Pownal Red Devils                                                       |                                                                         | 30                                                                      | 22                                                                      | 29                                                                      | 51                                                                      | 34                                                                      | 10                                                                      | 6                                                                       | 6                                                                       | 12                                                                      | 2                                                                       |                                                                         |                                                                         |
| 2011–2012                     | Ingen tillgänglig information om vart han spelade under aktuell säsong. | Ingen tillgänglig information om vart han spelade under aktuell säsong. | Ingen tillgänglig information om vart han spelade under aktuell säsong. | Ingen tillgänglig information om vart han spelade under aktuell säsong. | Ingen tillgänglig information om vart han spelade under aktuell säsong. | Ingen tillgänglig information om vart han spelade under aktuell säsong. | Ingen tillgänglig information om vart han spelade under aktuell säsong. | Ingen tillgänglig information om vart han spelade under aktuell säsong. | Ingen tillgänglig information om vart han spelade under aktuell säsong. | Ingen tillgänglig information om vart han spelade under aktuell säsong. | Ingen tillgänglig information om vart han spelade under aktuell säsong. | Ingen tillgänglig information om vart han spelade under aktuell säsong. | Ingen tillgänglig information om vart han spelade under aktuell säsong. | Ingen tillgänglig information om vart han spelade under aktuell säsong. |
| 2012–2013                     | Charlottetown Islanders Midget                                          | NB-PEI                                                                  | 35                                                                      | 13                                                                      | 20                                                                      | 33                                                                      | 24                                                                      | 7                                                                       | 1                                                                       | 5                                                                       | 6                                                                       | 6                                                                       |                                                                         |                                                                         |
| 2013–2014                     | Amherst Ramblers                                                        | MHL                                                                     | 50                                                                      | 9                                                                       | 5                                                                       | 14                                                                      | 35                                                                      | 7                                                                       | 0                                                                       | 1                                                                       | 1                                                                       | 0                                                                       |                                                                         |                                                                         |
| 2014–2015                     | Amherst Ramblers                                                        | MHL                                                                     | 46                                                                      | 29                                                                      | 23                                                                      | 52                                                                      | 103                                                                     | —                                                                       | —                                                                       | —                                                                       | —                                                                       | —                                                                       |                                                                         |                                                                         |
|                               | Moncton Wildcats                                                        | LHJMQ                                                                   | 9                                                                       | 1                                                                       | 1                                                                       | 2                                                                       | 6                                                                       | 9                                                                       | 2                                                                       | 2                                                                       | 4                                                                       | 10                                                                      |                                                                         |                                                                         |
| 2015–2016                     | Moncton Wildcats                                                        | LHJMQ                                                                   | 66                                                                      | 10                                                                      | 30                                                                      | 40                                                                      | 56                                                                      | 17                                                                      | 4                                                                       | 4                                                                       | 8                                                                       | 14                                                                      |                                                                         |                                                                         |
| 2016–2017                     | Olympiques de Gatineau                                                  | LHJMQ                                                                   | 66                                                                      | 31                                                                      | 43                                                                      | 74                                                                      | 90                                                                      | 7                                                                       | 6                                                                       | 3                                                                       | 9                                                                       | 2                                                                       |                                                                         |                                                                         |
| 2017–2018                     | Utica Comets                                                            | AHL                                                                     | 66                                                                      | 10                                                                      | 23                                                                      | 33                                                                      | 56                                                                      | 5                                                                       | 1                                                                       | 0                                                                       | 1                                                                       | 4                                                                       |                                                                         |                                                                         |
| 2018–2019                     | Vancouver Canucks                                                       | NHL                                                                     | 1                                                                       | 0                                                                       | 1                                                                       | 1                                                                       | 0                                                                       | —                                                                       | —                                                                       | —                                                                       | —                                                                       | —                                                                       |                                                                         |                                                                         |
|                               | Utica Comets                                                            | AHL                                                                     | 49                                                                      | 17                                                                      | 25                                                                      | 42                                                                      | 49                                                                      | —                                                                       | —                                                                       | —                                                                       | —                                                                       | —                                                                       |                                                                         |                                                                         |
| NHL totalt                    | NHL totalt                                                              | NHL totalt                                                              | 1                                                                       | 0                                                                       | 1                                                                       | 1                                                                       | 0                                                                       | —                                                                       | —                                                                       | —                                                                       | —                                                                       | —                                                                       |                                                                         |                                                                         |
| AHL totalt                    | AHL totalt                                                              | AHL totalt                                                              | 115                                                                     | 27                                                                      | 48                                                                      | 75                                                                      | 105                                                                     | 5                                                                       | 1                                                                       | 0                                                                       | 1                                                                       | 4                                                                       |                                                                         |                                                                         |
| LHJMQ totalt                  | LHJMQ totalt                                                            | LHJMQ totalt                                                            | 141                                                                     | 42                                                                      | 74                                                                      | 116                                                                     | 152                                                                     | 33                                                                      | 12                                                                      | 9                                                                       | 21                                                                      | 26                                                                      |                                                                         |                                                                         |